# میدان هوایی فیروزکوه
میدان هوایی چغچران و یا فرودگاه چغچران (به انگلیسی: Chaghcharan Airport) یک فرودگاه با کد یاتا CCN است که یک باند فرود سنگفرش دارد و طول باند آن ۱۸۰۰ متر است. این فرودگاه در بخش شرقی شهر چغچران مرکز ولایت غور، افغانستان قرار دارد و در ارتفاع ۲۲۵۰ متری از سطح دریا واقع شده‌است. این یک فرودگاه داخلی زیر نظر وزارت حمل و نقل و هوانوردی افغانستان (MoTCA) است. امنیت داخل و اطراف فرودگاه توسط نیروهای امنیت ملی افغانستان تأمین می‌شود. این فرودگاه قادر به پشتیبانی از هواپیماهای کوچک تا متوسط (C130) است. رودخانه هاری از جنوب و شرق فرودگاه می‌گذرد. امنیت فرودگاه تا اواخر سال ۲۰۱۴ به نیروهای بین‌المللی کمک به امنیت (آیساف) سپرده شده بود که در آن زمان توسعه یافت.
نزدیک‌ترین فرودگاه‌های دیگر به چغچران عبارتند از: فرودگاه میمنه در ولایت فاریاب در شمال. فرودگاه بامیان در ولایت بامیان در شرق؛ فرودگاه نیلی در ولایت دایکندی در جنوب شرقی؛ فرودگاه بوست در ولایت هلمند در جنوب غربی؛ فرودگاه فراه در ولایت فراه در جنوب غربی؛ فرودگاه بین‌المللی هرات در ولایت هرات در غرب؛ و فرودگاه قلعه نو در ولایت بادغیس در شمال غربی.

## شرکت‌های هواپیمایی و مقصدهای پروازی
| شرکت‌های هواپیمایی            | مقصدهای پروازی                                              |
| ---------------------------- | ----------------------------------------------------------- |
| ایست هوریزن ایرلاینز         | میدان هوایی بین‌المللی هرات، میدان هوایی بین‌المللی حامد کرزی |
| هواپیمایی بین‌المللی افغان جت | میدان هوایی بین‌المللی حامد کرزی                             |